# Thahrat Talamnas
Thahrat Talamnas (tiếng Ả Rập: ظهرة تلمنس) là một ngôi làng Syria nằm ở Maarrat al-Nu'man Nahiyah ở huyện Maarrat al-Nu'man, Idlib. Theo Cục Thống kê Trung ương Syria (CBS), Thahrat Talamnas có dân số 899 trong cuộc điều tra dân số năm 2004.